# 法比安·霍特休斯
法比安·霍特休斯（德語：Fabian Holthaus；1995年1月17日—）是一位德國足球運動員。在場上的位置是後衛。他現在效力於德國足球乙級聯賽球隊杜塞爾多夫足球俱樂部。他也代表德國各級國青隊參賽。